# 高觿
高 觿（こう けい、1238年 - 1290年）は、モンゴル帝国に仕えた漢人の一人。字は彦解。

## 略歴
高觿の先祖は渤海国の出身であったが、祖父の高彝の代に金朝に仕えて上党に移住してきた。父の高守忠はモンゴル帝国に仕えて千戸となり、1237年（丁酉/太宗9年）の南宋攻めにおいて親王クウン・ブカの配下として黄州を攻めた際に戦死している（黄州の戦い）。
高觿はまずクビライに使えてその宿衛（ケシクテイ）に入り、1262年（中統3年）にチンキムが皇太子とされるとその官属とされた。以後、東宮門衛の任務等を担って大過なく、ある時クビライから働きぶりを認められてシラ（Shira）というモンゴル名を下賜されている。また、1281年（至元18年）には中議大夫・工部侍郎・行同知王府都総管府事の地位を授けられた。
1282年（至元19年）春、皇太子のチンキムがクビライとともに北方に巡幸すると、大都に残留した丞相のアフマド・ファナーカティーに暗殺計画が行われることとなった。3月17日朝、実行犯の王著と高和尚らはまずチベット僧を装う2僧を中書省に派遣し、「夕方、皇太子のチンキムが国師とともに来たり仏事を建てます」と申し送った。中書省はこの伝言の真偽を疑い、東宮の官である高觿に確認したところ、高觿とその同僚たちも全く仏僧らを知らなかった。高觿がチベット語で「皇太子と国師は今どこにいるのか」と尋ねたところ、二僧は顔色を変え、今度は漢語で詰問すると二僧は答えることができなくなった。高觿は二僧を捕らえて尋問したが自白させることはできず、そこで忙兀児・張九思らとともに東宮の衛士及び官兵を集め変事に備えた。
一方、王著は崔総管を枢密副使の張易の下に派遣し、偽の令旨により夜間に東宮前で会することを命じた。高觿は張易らが東宮外に駐屯しているのに気づくと張易に事情を問いただし、張易は渋ったものの最後には「皇太子が来てアフマドを誅殺するつもりなのだ」と高觿に耳打ちした。夜二鼓（午後10時）、偽太子の一行は健徳門から都城に入り、高觿らの守る宮城西門に至った。高觿らが人馬の声や灯篭の明かりにより偽太子一行の接近に気づいた後、その内の一人が門を開くよう呼びかけた。しかし高觿は張九思に「普段より殿下（チンキム）が帰還される時、必ずオルジェイと賽羊の二人を先に赴かせ、二人を確認した後に門を開いている」と述べ、オルジェイらの名を呼んだが返答はなかった。そこで更に高觿が「皇太子が平日にこの門に来たことは未だかつてなかったが、今何のために来たのか」と問いかけたところ、答えに窮した偽太子一行は南門に向かったため、高觿は張子政らを西門に残して自らも南門に向かった。この時、既に王著らによってアフマドは殺害されており、高觿は張九思とともに「この者たちは賊である」と叫んで衛士たちを叱咤したことによって王著は捕らえられた。翌日、中丞のエセン・テムルと高觿が駅馬を用いて上都に滞在していたクビライの下に至り事の経緯を報告すると、暗殺犯の処刑が行われ暗殺事件は終息した。
以上のように、『元史』高觿伝では高觿が暗殺事件阻止のため尽力し、暗殺そのものは防げなかったが実行犯の捕縛に寄与したと伝える。しかし、元朝史研究者の片山典夫は（1）当日朝には暗殺事件の情報を得ていたにしては高觿の対応は中途半端である、（2）西門と南門の間は僅か450mほどしか離れておらず事が終わるまで高觿が偽太子に追いつけなかったのは不自然である、（3）西門で高觿から偽物と見破られた偽太子一行が特に動揺することなく計画を続行しているのも不自然である、と指摘し『元史』高伝の記述に疑問を呈した。以上の疑問点から、片山典夫は高觿もまた暗殺犯と共謀していたのではにないかと推測している。
1285年（至元22年）には嘉議大夫・同知大都留守司事・兼少府監の地位に移り、更に中奉大夫・河南等路宣慰使とされたが、まもなく53歳にして亡くなった。